# Cintura vulcânica

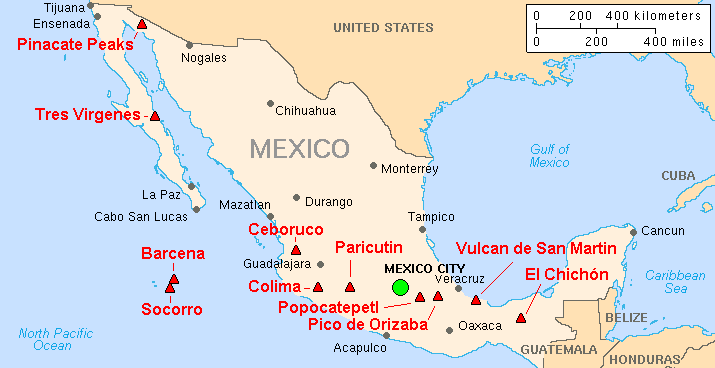
O Eixo Neovulcânico no México

Mapa da cintura vulcânica de Garibaldi no Canadá, um exemplo de cintura vulcânica.

Uma cintura vulcânica é uma vasta região vulcânica ativa parecida com um arco vulcânico e formada habitualmente ao longo das fronteiras entre placas tectónicas.
As cinturas vulcânicas são similares a uma cordilheira, com a diferença de as montanhas no seio da cadeia serem vulcões e não geradas pela colisão e empolamento das placas tectónicas.